# Полокване
Полокване (на африканс Polokwane) е главен град на провинция Лимпопо, РЮА.

## Население
302 957 (2001)
Расов състав:
- 91,2% – черни
- 7,2% – бели
- 0,9% – метиси
- 0,7% – азиатци

## Известни личности
Родени в Полокване
- Кастер Семеня (р. 1991), бегачка